# コミックHOLIC
『コミックHOLIC』（コミックホリック）は、虎の穴が提供しているウェブコミック配信サイト。別名『月刊コミホリ』。コミックとらのあな公式サイトのコンテンツ配信の一部として2007年8月24日に開設され、2007年12月25日にはサイトがリニューアルされた。2008年3月14日より、編集部による不定期更新の日記がスタートしている。
別レーベル『コミホリA』（成年向け）及び、『東方絵空事』についてもこの項目で解説する。

## 概要
会員登録不要であり、単行本に収録されていない話数は無料で閲覧可能。かつては最新話と第1話のみ無料であり、過去話を「とらのあなダウンロードストア」で有料配信する形だった。毎週金曜日に更新されるが、基本的に第5金曜日には更新されない。配信方法としては画像ファイルフォーマットで配信されているため、専用のビューワなどをダウンロードする必要が無い。また原稿の持ち込みも募集しており、2008年5月5日開催のCOMITIA84に出張マンガ編集部として参加した。
2008年4月30日より掲載作品の単行本が、発行：FOX出版/発売：文苑堂で〈コミホリコミックス〉レーベルから発行中。ただし「しあわせももりんご」のみ、〈FOXコミックス〉レーベルからの発行である。

## 掲載作品

### 連載中
- 異邦人たち（三等兵）：2007年9月7日 -

### 連載中断
「次回に続く」とアナウンスされたものの、連載終了扱いになっているもの
- クピタ▽クピトス〜戯曲とりかごの少女〜（文章・挿絵とも肴耶珈暖）[1]：2007年10月12日 - 11月23日
- ふらっとるんな（あぼしまこ）：2008年6月27日 - 2010年12月24日

### 連載終了
- しあわせももりんご（うさくん）[2]：2007年8月24日 - 10月26日
- 超常現象の夜更け（のっち）：2007年11月4日 - 2010年12月24日
- ちぇりっしゅBOX（大石コウ）：2007年9月28日 - 2011年3月18日
- ふくよも（幌倉さと）：2007年8月24日 - 2011年4月22日
- ぱぱこん（さとし）：2008年8月8日 - 2013年4月12日

### その他
- クピタ▽クピトス〜戯曲とりかごの少女〜 サヤメフィギュア製作秘話

## 無料冊子
『月刊コミホリ TrialBOOK』として2007年11月24日に発行されており、各種イベントなどで配布されていた。内容は連載作品の紹介がメイン。澤野明による新連載の告知も掲載されており2008年春連載開始と書かれているが、結局連載は開始されていない。

## コミホリA
『コミホリA』（コミホリアダルト）は、虎の穴が自身のウェブサイト内で提供している（おそらく）日本初のオール描き下ろし無料成年ウェブコミック配信サイト。先述の通り、成年漫画が連載されている。2008年9月24日にオープン。
現在の連載作品は2作品。なお、『コミホリA』オープン前には高津による作品の告知もあったが、現在は記載されていない。

### 概要（コミホリA）
『コミックHOLIC』内で展開されているため、基本的に無料で閲覧可能。しかし掲載されているのが成年漫画なので「とらのあなダウンロードストア」か「とらのあな通信販売」へのログインが必要である。このシステムにより、18歳未満の閲覧を禁止している。
配信方法は『コミックHOLIC』と同じく画像ファイルフォーマットで配信されており、原稿の持ち込みも募集している。また読みきり作品は、次回作品追加時までの無料公開の後に「とらのあなダウンロードストア」で販売される予定。編集部は『コミックHOLIC』と共同である。
当初は隔週水曜日に更新される予定であったが、連載作品は第1話でストップしている。読み切り作品も2009年7月以来更新されていない状態が続いていたが、2010年2月に更新された。しかし、これ以降は一切の更新がされていない。

### 連載作品
- 群青少女（サイトウヤフ）：2008年9月24日 -
- ワタシの彼は女のコ!?（珠樹やよい）：2008年9月24日 -

### 読みきり作品
- 搾り搾られ搾るとき（みたくるみ）
- 編集性行記（ポニーR）
- 人妻クリーニングサービス（目黒川うな）
- おともだち（たくみなむち）
- 秘密のカンケイ（くまっち）
- agitato（よしじまあたる）
- りずぱい（歌麿）
- シークレットスレイヴ（ASTROGUYII）
- おやこかんけい（アーセナル）
- ドキドキ☆メンテナンス（寿磨みる）
- 聖王妃 エルレイン（田宮秋人）
- ほづみさんのすごいあれ!（りょう）
- 真髄セレクション 御影獏編（御影獏）
- 真髄セレクション ここのき奈緒編（ここのき奈緒）
- 真髄セレクション アル・ラ・ウネ編（アル・ラ・ウネ）
- DISCENDANT（佐藤知行）
- 真髄セレクション Inside Enemy Zone編（飛燕）

## 東方絵空事 〜 Moderate Feeling of Satisfaction.
『東方絵空事 〜 Moderate Feeling of Satisfaction.』（とうほうえそらごと モデレート・フィーリング・オブ・サティスファクション）は、虎の穴がウェブサイト内で提供している「東方Project」を題材としたウェブコミック配信サイト及び情報サイト。2009年5月25日にオープン。

### 概要（東方絵空事）
『コミックHOLIC』内で展開されているため無料で閲覧可能であり、配信方法も画像ファイルフォーマットで配信されている。無料閲覧期限は『コミックHOLIC』や『コミホリA』とは違って設けられていない。その他にも、虎の穴が展開しているグッズなどの情報も記載されている。
なお掲載されている漫画作品には「東方Project」原作者のZUNは関わっておらず、サイト内にもそれに沿った意が書かれているため、公式なコミカライズ作品ではない。いわゆる二次創作物漫画のアンソロジーコミックと同じ様なものと言える。
隔週木曜日に更新される。